# 久保田勲
久保田 勲（くぼた いさお、1983年5月22日 - ）は、埼玉県出身の元サッカー選手。ポジションはMF。

## 来歴
2006年5月、栃木SCに途中入団。主にボランチ、サイドハーフで出場、13試合に先発した。2007年には、堀田利明や期限付き移籍で加入した米田兼一郎とダブルボランチを組んだ。またシーズン終盤には、堀田の怪我による離脱もありレギュラーに定着。プレースキッカーも任された。
2008年、栃木SCとプロ契約を交わしたが、元Jリーガーや若手の台頭により出番が減っていった。そしてシーズン終了をもって契約満了となり退団。
2009年、チーム主催のセレクションを経てJFLのニューウェーブ北九州（現・ギラヴァンツ北九州）に入団。しかし試合を経る毎に出番は減り、シーズン終了をもって契約満了となる。
2010年、当初国内で移籍先を探すも活動の場を海外に移し、タイ・プレミアリーグのサムットソンクラームFCに入団。同年、ルーマニア3部リーグのCSプログレスル・コラビアに移籍するもチームが解散した。
2011年4月に栃木ウーヴァFCに移籍したが、シーズン終了と共に契約満了となった。
2012年、サドベリー・スクールのスタッフとして活動しながら、山梨県社会人サッカーリーグ1部のgratoでプレイ。
2013年、関東サッカーリーグ2部の大成シティFC坂戸でプレイ。
2014年、フットボールトライアウトアカデミー(FTA)でプレイヤーコーチ/メンタルアドバイザーに就任。同年ブログにてプロサッカー選手を再び目指すと宣言した。

## 所属クラブ
- 1999年 - 2001年 国士舘高等学校
- 2002年 - 2005年 国士舘大学
- 2006年5月 - 2008年 栃木SC
- 2009年 ニューウェーブ北九州 (現・ギラヴァンツ北九州)
- 2010年  サムットソンクラームFC
- 2010年  CSプログレスル・コラビア
- 2011年4月 - 同年12月 栃木ウーヴァFC
- 2012年 grato
- 2013年 大成シティFC坂戸

## 個人成績
| 国内大会個人成績 | 国内大会個人成績     | 国内大会個人成績 | 国内大会個人成績 | 国内大会個人成績                       | 国内大会個人成績 | 国内大会個人成績  | 国内大会個人成績  | 国内大会個人成績 | 国内大会個人成績 | 国内大会個人成績 | 国内大会個人成績 |
| 年度             | クラブ               | 背番号           | リーグ           | リーグ戦                               | リーグ戦         | リーグ杯          | リーグ杯          | オープン杯       | オープン杯       | 期間通算         | 期間通算         |
| 年度             | クラブ               | 背番号           | リーグ           | 出場                                   | 得点             | 出場              | 得点              | 出場             | 得点             | 出場             | 得点             |
| 日本             | 日本                 | 日本             | 日本             | リーグ戦                               | リーグ戦         | リーグ杯          | リーグ杯          | 天皇杯           | 天皇杯           | 期間通算         | 期間通算         |
| ---------------- | -------------------- | ---------------- | ---------------- | -------------------------------------- | ---------------- | ----------------- | ----------------- | ---------------- | ---------------- | ---------------- | ---------------- |
| 2002             | 国士大               | 40               | JFL              | 1                                      | 0                | -                 | -                 |                  |                  |                  |                  |
| 2003             | 国士大               | 28               | JFL              | 15                                     | 0                | -                 | -                 |                  |                  |                  |                  |
| 2004             | 国士大               | 17               | JFL              | 0                                      | 0                | -                 | -                 |                  |                  |                  |                  |
| 2006             | 栃木                 | 32               | JFL              | 18                                     | 3                | -                 | -                 | 1                | 0                | 19               | 3                |
| 2007             | 栃木                 | 30               | JFL              | 24                                     | 0                | -                 | -                 | 2                | 0                | 26               | 0                |
| 2008             | 栃木                 | 15               | JFL              | 12                                     | 1                | -                 | -                 | 0                | 0                | 12               | 1                |
| 2009             | 北九州               | 13               | JFL              | 8                                      | 0                | -                 | -                 | 0                | 0                | 8                | 0                |
| タイ             | タイ                 | タイ             | タイ             | リーグ戦                               | リーグ戦         | リーグ杯          | リーグ杯          | FA杯             | FA杯             | 期間通算         | 期間通算         |
| 2010             | サムットソンクラーム |                  | タイ・プレミア   |                                        |                  |                   |                   |                  |                  |                  |                  |
| 日本             | 日本                 | 日本             | 日本             | リーグ戦                               | リーグ戦         | リーグ杯          | リーグ杯          | 天皇杯           | 天皇杯           | 期間通算         | 期間通算         |
| 2011             | 栃木U                | 19               | JFL              | 10                                     | 0                | -                 | -                 | 0                | 0                | 10               | 0                |
| 2012             | grato                |                  | 埼玉県1部        |                                        |                  | -                 | -                 |                  |                  |                  |                  |
| 2013             | 坂戸                 | 21               | 関東2部          |                                        |                  | -                 | -                 |                  |                  |                  |                  |
| 通算             | 日本                 | 日本             | JFL              | 88                                     | 4                | -\|\|\|\|\|\|\|\| | -\|\|\|\|\|\|\|\| |                  |                  |                  |                  |
| 通算             | 日本                 | 日本             | 埼玉県1部        | \|\|\|\|colspan="2"\|-\|\|\|\|\|\|\|\| |                  |                   |                   |                  |                  |                  |                  |
| 通算             | 日本                 | 日本             | 関東2部          | \|\|\|\|colspan="2"\|-\|\|\|\|\|\|\|\| |                  |                   |                   |                  |                  |                  |                  |
| 通算             | タイ                 | タイ             | タイ・プレミア   | \|\|\|\|\|\|\|\|\|\|\|\|\|\|           |                  |                   |                   |                  |                  |                  |                  |
| 総通算           | 総通算               | 総通算           | 総通算           | 88                                     | 4                | 0                 | 0\|\|\|\|\|\|\|\| |                  |                  |                  |                  |

## 指導歴
- フットボールトライアウトアカデミー
  - 2014年 - プレイヤーコーチ/メンタルアドバイザー

## エピソード
- 栃木SC在籍時、試合前選手紹介時のキャッチフレーズは「進化し続ける男」。
- 坊主やロングヘアー、茶髪など頻繁に髪型が変わる。
- 2012年3月11日、元栃木SCの選手で栃木SCドリームアンバサダーを務める佐藤悠介が主催した「3.11悠介ドリームズメモリアルゲーム」に参加し、「栃木SC OB」チームで久々に当時のユニフォームを着用し出場した[2]。